# Меркурьев, Евгений Петрович
Евге́ний Петро́вич Мерку́рьев (2 января 1936, СССР — 27 марта 2007, Ладожское озеро) — советский и российский актёр театра и кино, народный артист Российской Федерации (2004), лауреат Государственной премии Российской Федерации (1999). Племянник актёра Василия Меркурьева, двоюродный брат актёра Петра Меркурьева.

## Биография
Родился 2 января 1936 года. Через несколько лет, когда его репрессированный отец Пётр Васильевич Меркурьев (1906—1940) умер, Евгений вместе с братом и сестрой был усыновлён родным дядей — актёром Василием Меркурьевым.
В 1961 году Евгений Меркурьев закончил обучение в Ленинградском театральном институте им. А. Н. Островского, класс профессора Б. В. Зона, и был распределён в Камчатский областной театр в Петропавловске-Камчатском. Там, набираясь профессионального опыта, за 2,5 года он сыграл 18 ролей.
Вернувшись в 1964 году в Ленинград, работал в Театре юного зрителя, Ленинградском областном театре драмы и комедии, Малом драматическом театре, Молодёжном театре на Фонтанке, Академическом театре драмы им. А. С. Пушкина (Александринском).
С 1987 года работал в Театре драмы и комедии на Литейном, где был занят в спектаклях «Гамлет», «Великая Екатерина», «Барышня-крестьянка», «Упырь», «Лес», «Вера, Надежда, Любовь (Карамболь)». В то же время сотрудничал и с другими труппами, в частности, театра «Приют Комедианта».
В 1995 году Е. П. Меркурьеву было присвоено звание заслуженного артиста Российской Федерации.
В 1999 году стал лауреатом Государственной премии РФ в области литературы и искусства за спектакль Государственного драматического театра на Литейном «Лес» по пьесе А. Н. Островского (роль Карпа, постановка Григория Козлова).
В 2000-х годах активно снимался в кинофильмах и телесериалах. Популярность получил благодаря роли мафиозо Арсена — главного противника и врага Анастасии Каменской во втором сезоне одноимённого телесериала.
С 2004 года народный артист Российской Федерации.
27 марта 2007 года Евгений Меркурьев погиб, провалившись под лёд во время рыбалки на Ладожском озере вблизи Приозерска. Похоронен на Смоленском кладбище рядом с дочерью Евгенией (1972—2006).

## Театральные работы
- Калина Иванович Дунаев. «Дом» (режиссёр Лев Додин)
- Профессор Преображенский. «Собачье сердце» (режиссёр Арсений Сагальчик)
- Вершинин. «Три сестры» (режиссёр Александр Галибин)
- Фил Хоген. «Луна для пасынков судьбы» (автор проекта Клим)
- Илья. «Карамболь» (режиссёр Александр Галибин)
- Карп. «Лес» (режиссёр Григорий Козлов)
- Панталоне Деи Бизоньи. «Слуга двух господ» (режиссёр Андрей Прикотенко)
- Большов. «Банкрот» (режиссёр Наталья Леонова) — последняя роль

## Работы в кино

### Фильмография
- 1981 — 20 декабря — Подвойский
- 1982 — Дом — Калина Иванович
- 1984 — Из жизни земского врача
- 1986 — Мост через жизнь — эпизод
- 1989 — Посвящённый — эпизод
- 1991 — Жертва для императора
- 1991 — Сократ — стражник
- 1991 — Счастливые дни — слепой с осликом
- 1992 — Комедия строгого режима — зек Мизин, которому поручена роль меньшевика-ренегата Мартова
- 1993 — Барабаниада
- 1993 — Сенсация — эпизод
- 1995 — Чёрная вуаль — эпизод
- 1998 — Улицы разбитых фонарей-1 (7-я серия «Тёмное пиво, или Урок английского») — грузчик на вокзале
- 1999 — Агент национальной безопасности-1 (7-я серия «Шантаж») — журналист Игнатий Ильич
- 1999 — Улицы разбитых фонарей-2 (10-я серия «Дело чести») — врач
- 2000 — Бандитский Петербург-2 («Адвокат», 1-я серия) — судмедэксперт Хлудов
- 2000 — Империя под ударом (10-я серия «Бастард») — архивариус
- 2000 — Луной был полон сад — эпизод
- 2000 — Текст, или апология комментария
- 2000 — Четырнадцать цветов радуги — отшельник
- 2001 — Агентство НЛС (10-я серия) — кинолог Семён
- 2001 — Дикарка — Сысой
- 2001 — По имени Барон — криминальный авторитет Вица
- 2001 — Тайны следствия-1 (6-й фильм «Практикантка») — Михалыч, капитан милиции
- 2001—2004 — Чёрный ворон — начальник отдела Кузин
- 2002 — Госпожа Победа (2-й фильм «Путь к совершенству») — эпизод
- 2002 — Каменская-2 (1-й фильм «Украденный сон», 2-й фильм «Я умер вчера», 4-й фильм «За всё надо платить») — Арсен, лидер преступной группировки
- 2002 — Не делайте бисквиты в плохом настроении
- 2002 — Тайна Заборского омута — Матюха
- 2003 — Бандитский Петербург-5 («Опер», 3-я серия) — Михаил (дядя Миша) «Косарь», старый вор
- 2003 — Женщины в игре без правил — эпизод
- 2003 — Любовь императора — эпизод
- 2003 — Танцор — проводник
- 2003 — Три цвета любви — работник морга
- 2003 — Удачи тебе, сыщик (2-я часть, «Коррупция») — Юрий Петрович Лебедев
- 2003 — Улицы разбитых фонарей-5 (12-я серия «Альбом великого поэта») — Манизер
- 2003 — Я всё решу сама-1 («Танцующая на волнах») — отец Инны
- 2004 — Я всё решу сама-2 («Голос сердца») — отец Инны
- 2004 — Иванов и Рабинович — участковый
- 2004 — Конвой PQ-17 (1, 2, 4-я серии) — Дёниц
- 2004 — Легенда о Тампуке — санитар в больнице
- 2004 — Пираты Эдельвейса
- 2004 — Сыщики-3 (2-й фильм «Долгая ночь мертвецов») — Курганов
- 2004 — Улицы разбитых фонарей-6 (21-я серия «Чёрный король») — Гриншпун
- 2004 — Шахматист — привратник в пансионате Семён
- 2005 — Sказка O Sчастье — Угрюмов
- 2005 — Большая прогулка (7-я серия) — председатель сельсовета
- 2005 — Вепрь — Сорокин
- 2005 — Господа присяжные (9, 10, 11, 12-я серии) — Набоков
- 2005 — Дети Ванюхина — смотрящий
- 2005 — Мастер и Маргарита (5-я серия) — счетовод Варьете
- 2005 — Одна тень на двоих — дядя Саня
- 2005 — Полумгла — старик Северьяныч
- 2005 — Чертогон (короткометражный)
- 2006 — Двое из ларца (1-й фильм «Дело Гольдберга») — Евгений Михайлович Арефьев
- 2006 — Прииск — Георгий Карабицин
- 2006 — Русские деньги — эпизод
- 2006 — Свой-чужой — Павел Игнатьевич Костин
- 2006 — Синдикат — коллекционер
- 2007 — Варварины свадьбы — эпизод
- 2007 — Ветка сирени — дворник
- 2007 — Морские дьяволы-2 (13-я серия «Южный ветер») — Шац
- 2007 — Опера. Хроники убойного отдела-3 (19-й фильм «Курьер») — Багров
- 2007 — Пером и шпагой — эпизод
- 2007 — Платки — дядя Серёжа
- 2007 — Поводырь — Василий Матвеевич Белов
- 2007 — Преступление и наказание — Мещанинов
- 2008 — Полторы комнаты, или Сентиментальное путешествие на Родину — эпизод
- 2009 — Братья Карамазовы — старец Зосима

### Озвучивание
- 1983 — Гибель Аполлонии